# Wombo
Wombo ist ein Kinderkurzfilm aus dem Jahr 2013 von Regisseur Daniel Acht. Er wurde erstmals am 27. Oktober 2013 im Rahmen der ZDF-Sendung Siebenstein ausgestrahlt.

## Handlung
Wombo ist ein Außerirdischer, der auf der Erde notlanden muss. Doch hier hat er nichts zu lachen. Erst wird er von dem Hund Bruno verfolgt, der Wombo wohl für Futter hält. Dann gerät er beinahe als Beilage in eine Gemüsesuppe! Das alles hat einen einfachen Grund:
Wombo sieht einer Kartoffel zum Verwechseln ähnlich! Bei Gefahr zieht er Arme und Beine ein, sodass er von einer echten Kartoffel wirklich nicht mehr zu unterscheiden ist. Der Gemüsesuppe entkommt Wombo nur, weil die kleine Paula sich die „Kartoffel“ zum Spielen vom Küchentisch nimmt. Als Paula dann von ihrer Mutter zum Mittagessen gerufen wird, kann sich Wombo davonschleichen. Doch nun gerät er wieder in Brunos Bereich. Er flüchtet zu seinem Raumschiff, wo ihm Paula unverhofft dabei hilft an den Schlüssel zu gelangen, um sein Gefährt wieder flott zu machen, damit er zurück in seine Heimat fliegen kann.

## Aktionen
Auf der Internetseite von ZDFtivi gibt es zu dem Video ein Gewinnspiel und Informationen zu den Dreharbeiten.

## Aufführungen
National
- Schlingel Internationales Filmfestival für Kinder und junges Publikum[2]
- Schweinfurter Filmtage
- Bamberger Kurzfilmtage
- Goldener Spatz
- Stiftung Prix Jeunesse Prix jeunesse International
- Internationale Kurzfilmtage Oberhausen

International
- Sarasota Film Festival
- Giffoni Film Festival 2014 (Giffoni Valle Piana, Italy)
- Cartoons on the Bay, Pulcinella Awards Venice
- Milwaukee Film Festival 2014
- Biennial of Animation Bratislava 2014

## Auszeichnungen
- Prädikat: besonders wertvoll – Deutsche Film- und Medienbewertung (FBW)
- Film des Monats März 2014 – Deutsche Film- und Medienbewertung (FBW)
- Publikumspreis Kinderprogramm – Schweinfurter Filmtage 2014
- Gryphon Award in der Kategorie „Bester Kurzfilm“ ELEMENTS +3 – Giffoni Film Festival 2014
- Kids Choice Special Jury Award – Milwaukee Film Festival 2014[3]
- 2. Platz bei Prix Jeunesse International 2014 in der Kategorie Up to 6 Fiction[4]
- Bester Film PROGRAMMA 7+ – Shorts for Kids – Verona Film Festival 2015[5]